# 賀田村

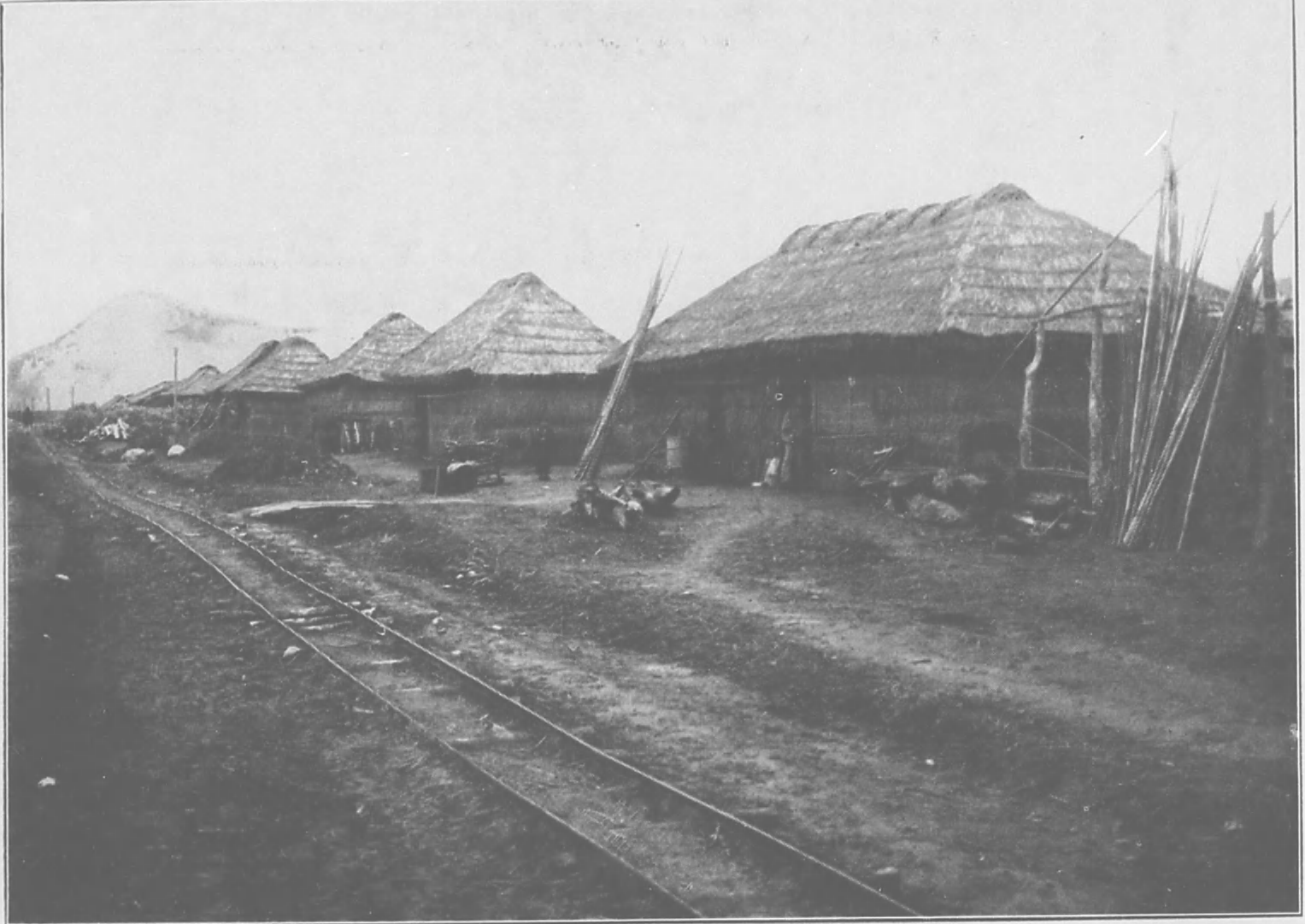
賀田移民村一景

賀田村為台灣日治時期日本移民村之一，位於花蓮木瓜溪及知亞干溪流域間，約在今壽豐鄉境內，面積達一千餘甲，來自四國、九州的日籍移民人口約數百人。

## 簡介
賀田村成立於明治三十二年（1899年），起造人為以樟腦買賣起家的賀田金三郎。賀田組預約開墾吳全城（賀田村）、鯉魚尾（壽村）與鳳林（林田村）三原野，明治三十九年（1906年）自日本福島縣及愛媛縣引入日本內地移民385名，由賀田組提供船費、建屋費用與農具等費用。該移民村，不但是第一座私營台灣日人移民村，也是台灣首座同類型的移民村。賀田組農場也招募台灣島外的華籍移民，與後來的官營移民村由清一色的日本移民不同。
建置移民村之前，該地地名為吳全城，相傳也是漢人早期開發的地點。因為賀田移民村的遷建，該地改名為賀田村。之後，合併數村後稱為壽村。1945年日治時期結束後，移民村政策結束，日籍移民全數返鄉。賀田村為花蓮縣壽豐鄉所轄，至今仍有部分移民村遺跡。